# Carrer de Jerusalem (Tortosa)
El carrer de Jerusalem és un carrer del barri de Remolins, a Tortosa (Baix Ebre), inclòs a l'Inventari del Patrimoni Arquitectònic de Catalunya.

## Descripció
Comunica els carrers de Jaume Tió i del Sol, i hi van a morir el carrer d'en Fortó i la travessia de Jerusalem. Té uns 4 m d'amplada i el seu traçat és bastant regular, comparat amb els de la zona.
La majoria d'habitatges conserven l'estructura de començament del segle XX o de la darreria del segle xix, dissimulada mitjançant l'arrebossat modern de les façanes. Són habitatges unifamiliars no gaire grans, d'uns 4 o 5 m de façana, amb planta i dos o tres pisos (normalment el superior forma golfes). La teulada és a doble vessant, però no presenta en cap cas voladissos remarcables.
Només la casa que fa cantonada amb el carrer d'en Fortó és feta de nova planta modernament.

## Història
La urbanització del carrer data del segle xii. Juntament amb la travessia de Jerusalem formava l'antic call o carrer jueu, eix de tota la banda sud-oest del barri de Remolins. La part posterior de les seves cases devia mirar, al sector oest, a la muralla, enderrocada a final del segle xix. L'extrem sud donava a l'esplanada de Remolins, avui edificada. Els habitatges actuals pertanyen al segle xix i començament del XX, època en què, segons sembla, va ser renovada tota l'edificació del barri. És citat ja com a carrer de Jerusalem l'any 1545.

## La sinagoga del call

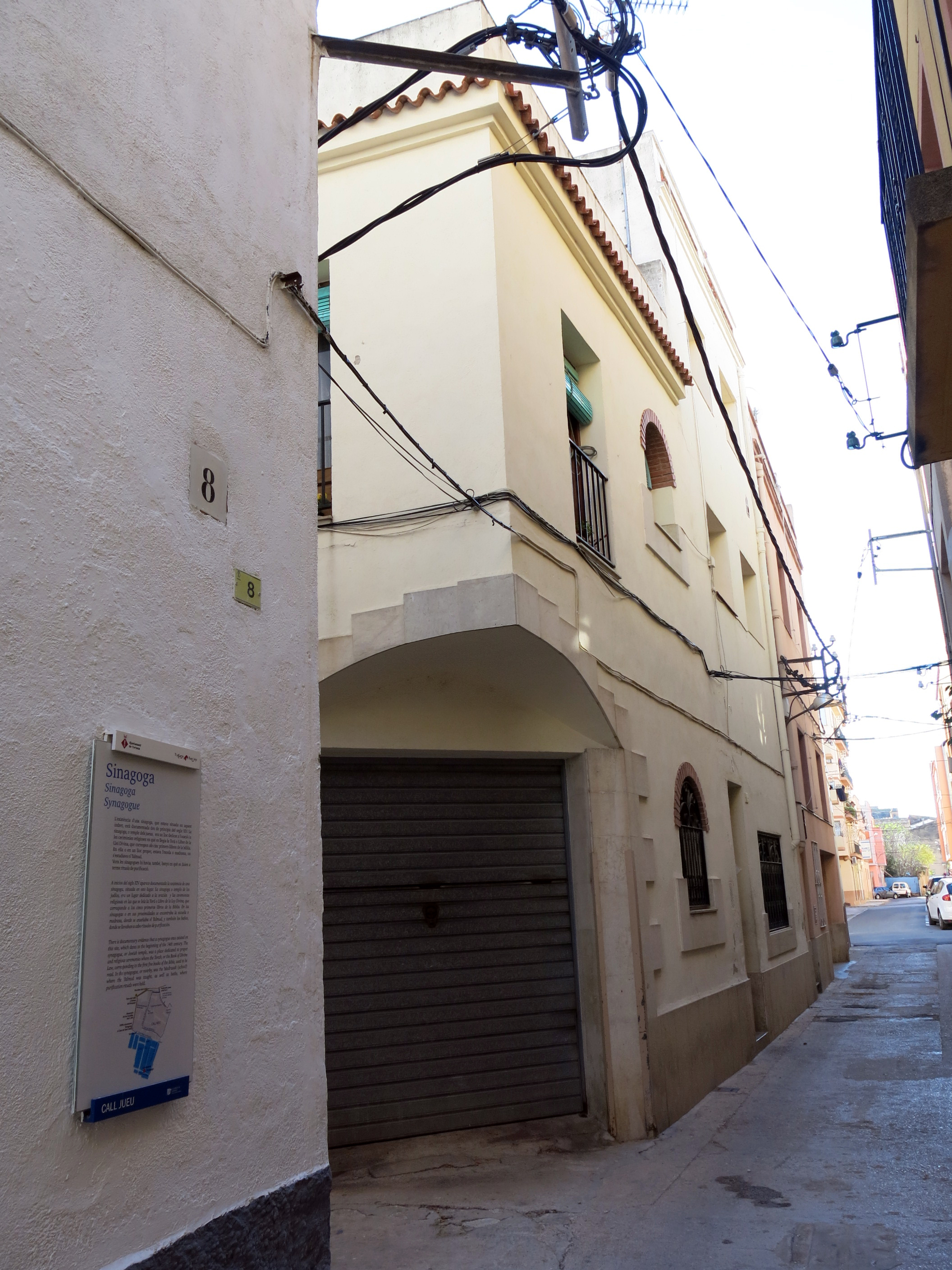
Vista de l'angle amb el carrer d'en Fortó, amb un plafó indicatiu de l'indret on es diu que hi havia situada la sinagoga del call

A diferència del que és creença popular, sembla que la sinagoga del call de Tortosa no estava ubicada a la casa coneguda avui dia com la Sinagoga, a l'entrada nord del carrer Major de Remolins, vora l'antic portal de Vimpeçol, que donava a la muralla medieval i a l'actual travessia del Mur, sinó en aquest carrer de Jerusalem. S'havia cregut en l'emplaçament al carrer Major perquè, en un document de 1493, es fa referència al fet que el municipi vol vendre la sinagoga (un any abans s'havia decretat l'expulsió dels jueus) per pagar uns deutes, i especifica que l'edifici dona a «la via de la Plaça o Replà, qui és al costat de la dita casa». En un principi es va relacionar aquesta esplanada amb l'antiga plaça de Vimpeçol, però fa estrany que no s'esmenti en cap moment el portal veí ni la muralla.
D'altra banda, en un inventari dels béns reials distribuïts a la ciutat de Tortosa, datat el 1635, s'esmenta una casa «dita vulgarment la juheria o sinagoga dels juheus», situada «al carrer del Pla d'en Pol», nom que s'ha atribuït al carrer de Jerusalem, que comunicava amb el convent de monges de Sant Joan de Jerusalem, d'on li ve el nom. El convent s'havia edificat a partir del 1580 al solar de l'antic convent dels pares trinitaris, que es coneixia com el Pla d'en Pol i podria correspondre ben bé a l'esmentada Plaça o Replà.